# Francières (Oise)
Francières település Franciaországban, Oise megyében. Lakosainak száma 544 fő (2022. január 1.). Francières Estrées-Saint-Denis, Hémévillers, Montmartin, Remy és Rouvillers községekkel határos.

## Népesség
A település népességének változása:
| Lakosok száma | 539  | 549  | 559  | 547  | 548  | 549  | 552  | 547  | 544  |
|               | 2013 | 2015 | 2016 | 2017 | 2018 | 2019 | 2020 | 2021 | 2022 |